# Lirceus hoppinae
Lirceus hoppinae là một loài chân đều trong họ Asellidae. Loài này được Faxon miêu tả khoa học năm 1889.